# Lijst van voetbalinterlands Tahiti - Tonga
Deze lijst van voetbalinterlands is een overzicht van alle officiële voetbalwedstrijden tussen de nationale teams van Tahiti en Tonga. De landen hebben tot op heden vijf keer tegen elkaar gespeeld. De eerste ontmoeting, een kwalificatiewedstrijd voor de OFC Nations Cup 1996, werd gespeeld in Apia (Samoa) op 24 november 1994. Het laatste duel, een kwalificatiewedstrijd voor het Wereldkampioenschap voetbal 2006, vond plaats op 17 mei 2004 in Honiara (Salomonseilanden).

## Wedstrijden
| № | Plaats  | Datum            | Competitie                        | Wedstrijd      | Uitslag |
| - | ------- | ---------------- | --------------------------------- | -------------- | ------- |
| 1 | Apia    | 24 november 1994 | OFC Nations Cup 1996 kwalificatie | Tahiti − Tonga | 1 − 0   |
| 2 | Avarua  | 8 september 1998 | OFC Nations Cup 1998 kwalificatie | Tonga − Tahiti | 0 − 5   |
| 3 | Papeete | 12 juni 2000     | OFC Nations Cup 2000 kwalificatie | Tahiti − Tonga | 8 − 1   |
| 4 | Lautoka | 7 juli 2003      | South Pacific Games 2003          | Tahiti − Tonga | 4 − 0   |
| 5 | Honiara | 17 mei 2004      | WK 2006 kwalificatie              | Tahiti − Tonga | 2 − 0   |

## Samenvatting
| Competitie                   | Totaal gespeeld | Winst Tahiti | Gelijk | Winst Tonga | Doelsaldo Tahiti – Tonga |
| ---------------------------- | --------------- | ------------ | ------ | ----------- | ------------------------ |
| WK-kwalificatie              | 1               | 1            | 0      | 0           | 2 − 0                    |
| OFC Nations Cup-kwalificatie | 3               | 3            | 0      | 0           | 14 − 1                   |
| (South) Pacific Games        | 1               | 1            | 0      | 0           | 4 − 0                    |
| Totaal                       | 5               | 5            | 0      | 0           | 20 − 1                   |

FTF · 
A-internationals · 
Tahitiaans vrouwenelftal
1989 – 1999 · 
2000 – 2009 · 
2010 – 2019
Amerikaans-Samoa ·
Australië ·
Cookeilanden ·
Fiji ·
Nieuw-Caledonië ·
Nieuw-Zeeland ·
Nigeria ·
Papoea-Nieuw-Guinea ·
Salomonseilanden ·
Samoa ·
Spanje ·
Tonga ·
Uruguay ·
Vanuatu
TFA · 
Tongaans vrouwenelftal
Interlands
Tegenstander:
Amerikaans-Samoa ·
Australië ·
Cookeilanden ·
Fiji ·
Nieuw-Caledonië ·
Papoea-Nieuw-Guinea ·
Salomonseilanden ·
Samoa ·
Tahiti ·
Vanuatu